# Plymouth (Automarke)

Letztes Emblem der Marke Plymouth: Das „Sailboat Logo“ von 1996 bis 2001

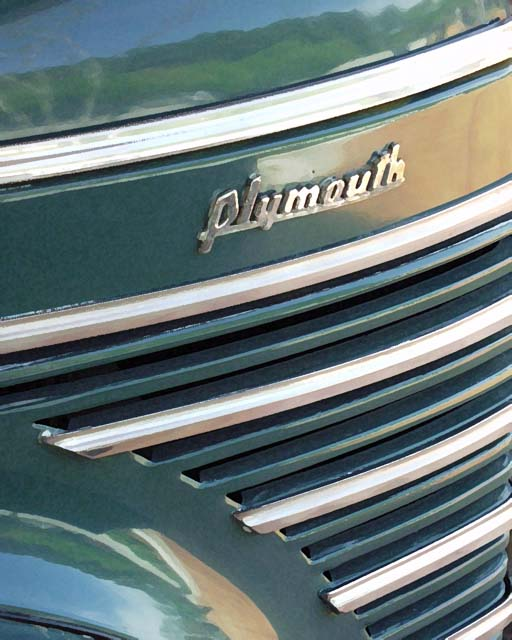
Schriftzug am Kühlergrill

Plymouth war eine Automobilmarke, die in den Vereinigten Staaten gegründet und durch die Chrysler Corporation und DaimlerChrysler von 1928 bis 2001 vermarktet wurde.

## Firmengeschichte

### Erfolge
Den Großteil ihres Daseins war Plymouth eine der bestverkauften US-amerikanischen Automobilmarken und stand im Wettbewerb mit Chevrolet und Ford („Die günstigen Drei“). Plymouth übertraf als zweitgrößter Automobilhersteller in den Vereinigten Staaten während der 1940er Jahre Ford. Die Autos von Plymouth waren bekannt für ihre Haltbarkeit, Erschwinglichkeit und fortschrittliche Technik.

### Die 1960er und 1970er Jahre
In den frühen 1960er Jahren verlor Plymouth sehr schnell an Marktanteil. Während die Marke von 1957 bis 1958 als Vorbild hinsichtlich Formgebung galt, waren die Modelle von 1959 bis 1962 eher gewöhnungsbedürftig gestaltet und fanden wenig Beifall in der Öffentlichkeit.
Ab 1960 befand sich Plymouth auch in Konkurrenz mit seinem Schwesterunternehmen Dodge, als dieses den günstigen Dodge Dart als Schwestermodell des Plymouth Valiant präsentierte. Für den Rest der Dekade wurde Plymouth zuerst von Rambler und dann von Pontiac von Platz drei der bestverkauften US-amerikanischen Automarken verdrängt.
1965 gewann die Marke ihren Marktanteil teilweise wieder, durch die verstärkte Produktion von vollwertigen und vor allem dem „Mainstream“ angepassten Modellen. Während der Muscle-Car-Zeit erzielte Plymouth wieder große Erfolge, Modelle wie der Barracuda oder der Road Runner zählen heute zu den bekanntesten und wertvollsten Muscle-Cars. 1971 und 1974 erzielte Plymouth wieder den drittbesten Umsatz in den USA.
Durch die wirtschaftlichen Schwierigkeiten des Mutterkonzerns Chrysler stand auch Plymouth 1979 kurz vor dem Aus. In den finanzschwachen Jahren wurden hauptsächlich umbenannte Dodge und Mitsubishi unter dem Namen Plymouth verkauft. 1979 bestand das Angebot überwiegend aus den inländisch produzierten Volare- und Horizon-Modellen und Mitsubishi-Importen.

### Das Ende
Spätestens in den 1990er Jahren hatte Plymouth seine Identität verloren. Die Modellpalette wurde immer weiter verkleinert, ein Vollsortiment gab es nicht mehr. Bis zu den späten 1990er Jahren wurden nur noch vier Modelle unter der Marke Plymouth verkauft: Die Minivans Voyager bzw. Grand Voyager, die Mittelklasse-Limousine Breeze, der Kompaktwagen Neon und der Sportwagen Prowler. Neue Modelle wurden in zunehmendem Maße als Dodge und Chrysler verkauft.
Nach der Einstellung der Marke Eagle 1998 und noch vor der Fusion mit der Daimler-Benz AG plante Chrysler, die Plymouth-Linie mit einer Anzahl von einzigartigen Modellen zu erweitern. Das erste Modell war der Prowler, gefolgt vom PT-Cruiser. Beide Modelle hatten einen ähnlichen Kühlergrill und zeigten, dass Chrysler beabsichtigte, die Marke Plymouth mit einem Retro-Design wiederzubeleben. Außer dem Prowler hatte Plymouth zum Zeitpunkt der Fusion von Chrysler und Daimler-Benz jedoch keine Produkte, die nicht ebenso als Dodge vorhanden waren.
Da die Plymouth-Händler neben den Plymouth-Modellen auch Autos von Chrysler verkauften, während viele Dodge-Händler nur auf den Verkauf von Dodge-Autos ausgerichtet waren, erschien es aufwendiger, die Produktion von Dodge einzustellen als sich von Plymouth zu trennen. Infolgedessen entschied DaimlerChrysler, die Marke nach einem begrenzten Durchlauf von 2001er Modellen einzustellen. Das letzte neue Modell, das unter dem Namen Plymouth angeboten wurde, war die zweite Generation des Neon in den Jahren 2000 und 2001. Der PT-Cruiser wurde schließlich als Chrysler verkauft, ebenso der Prowler.
Filmfans ist ein Plymouth-Modell aus John Carpenters Film Christine (nach einer Romanvorlage von Stephen King) bekannt. Es ist ein Fury, Modell 1958, in roter Lackierung mit weißem Dach. Für die Dreharbeiten wurde allerdings aus Beschaffungsgründen überwiegend das ähnliche Schwestermodell Belvedere verwendet.
Ein 1957er Plymouth Belvedere wurde, sorgfältig konserviert, am 15. Juni 1957 in der Stadt Tulsa/Oklahoma als eine Art Zeitkapsel in einer ausgemauerten Grube vor dem Gerichtsgebäude versenkt, die dann verschlossen wurde, um der Nachwelt einen Eindruck der damaligen Zeit zu hinterlassen. Als die Grube genau 50 Jahre später geöffnet wurde, fand man den Wagen verrottet vor: Im Laufe der Jahre war Wasser eingedrungen.

## Plymouth-Modelle
Im Zeitraum von 1942 bis 1946 gab es aufgrund des Zweiten Weltkrieges nur eine eingeschränkte zivile Fahrzeugproduktion.

## Bildergalerie

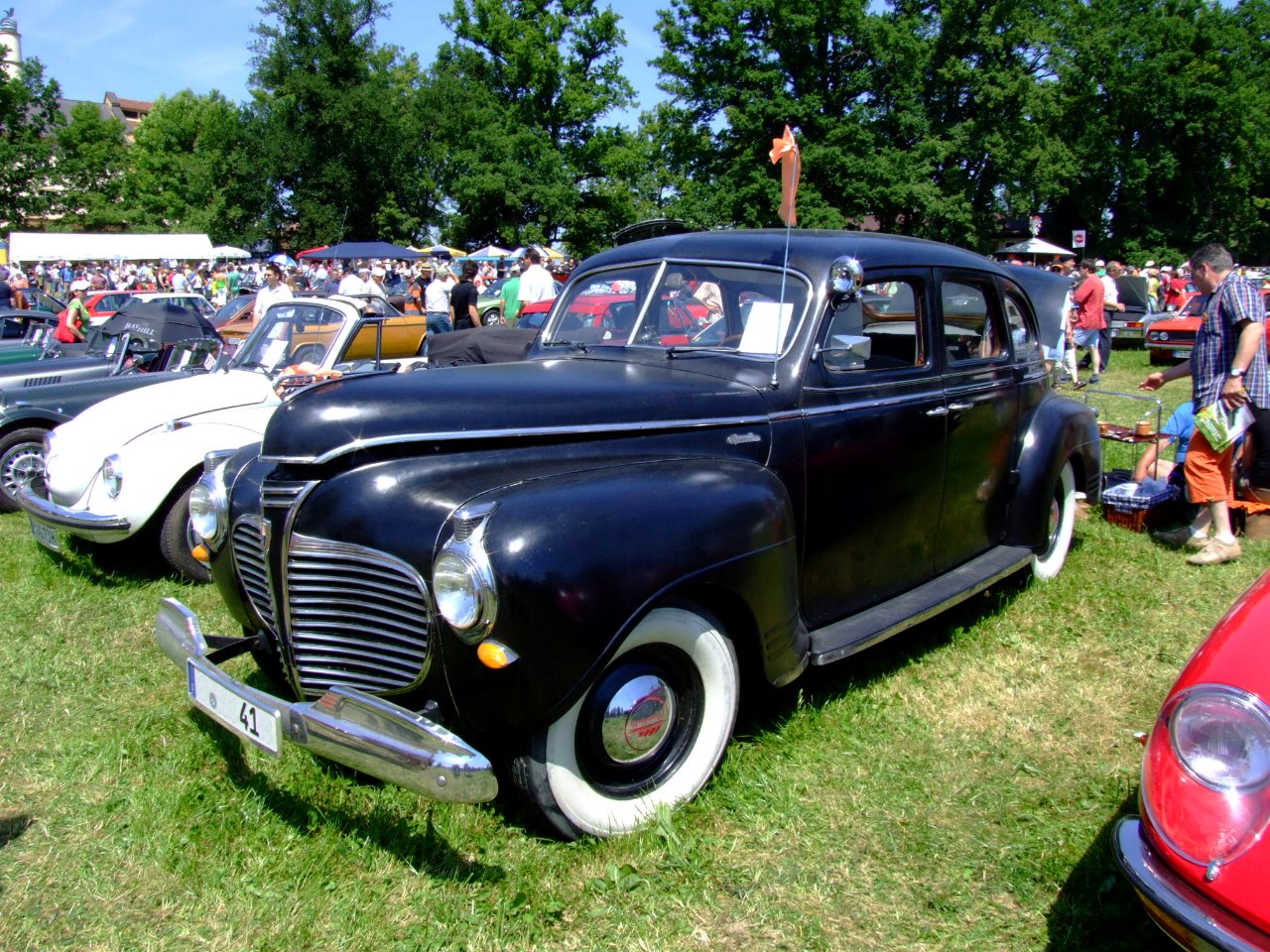
Plymouth Special DeLuxe (1941)
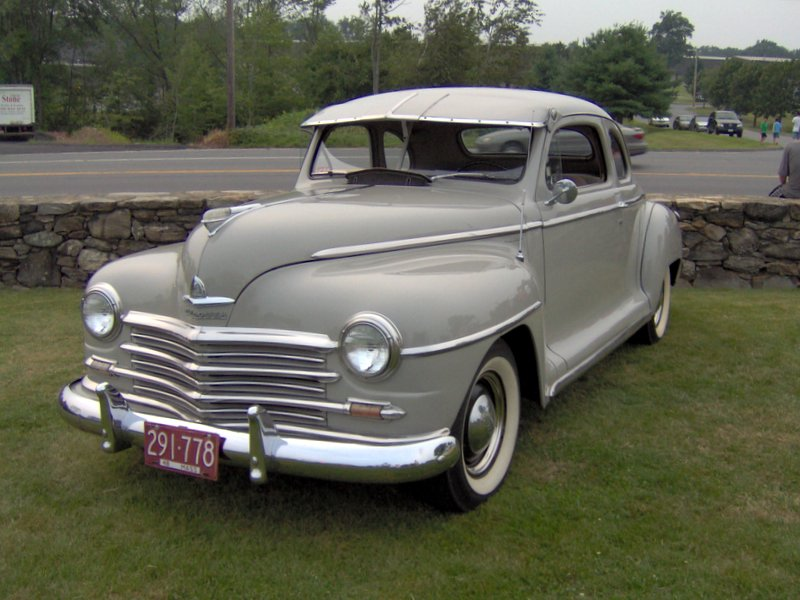
Plymouth Business Coupe (1948)
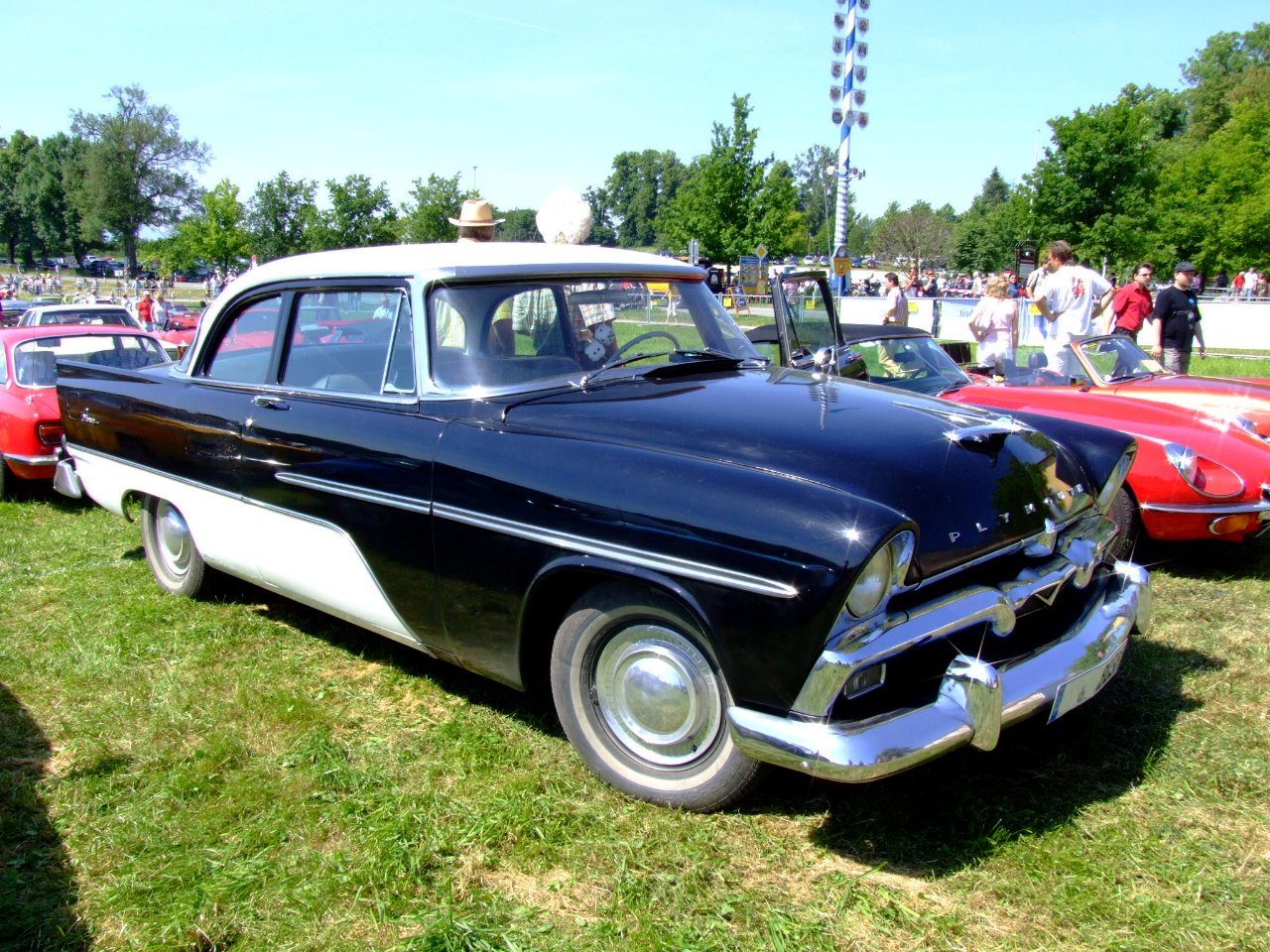
Plymouth Savoy (1956)
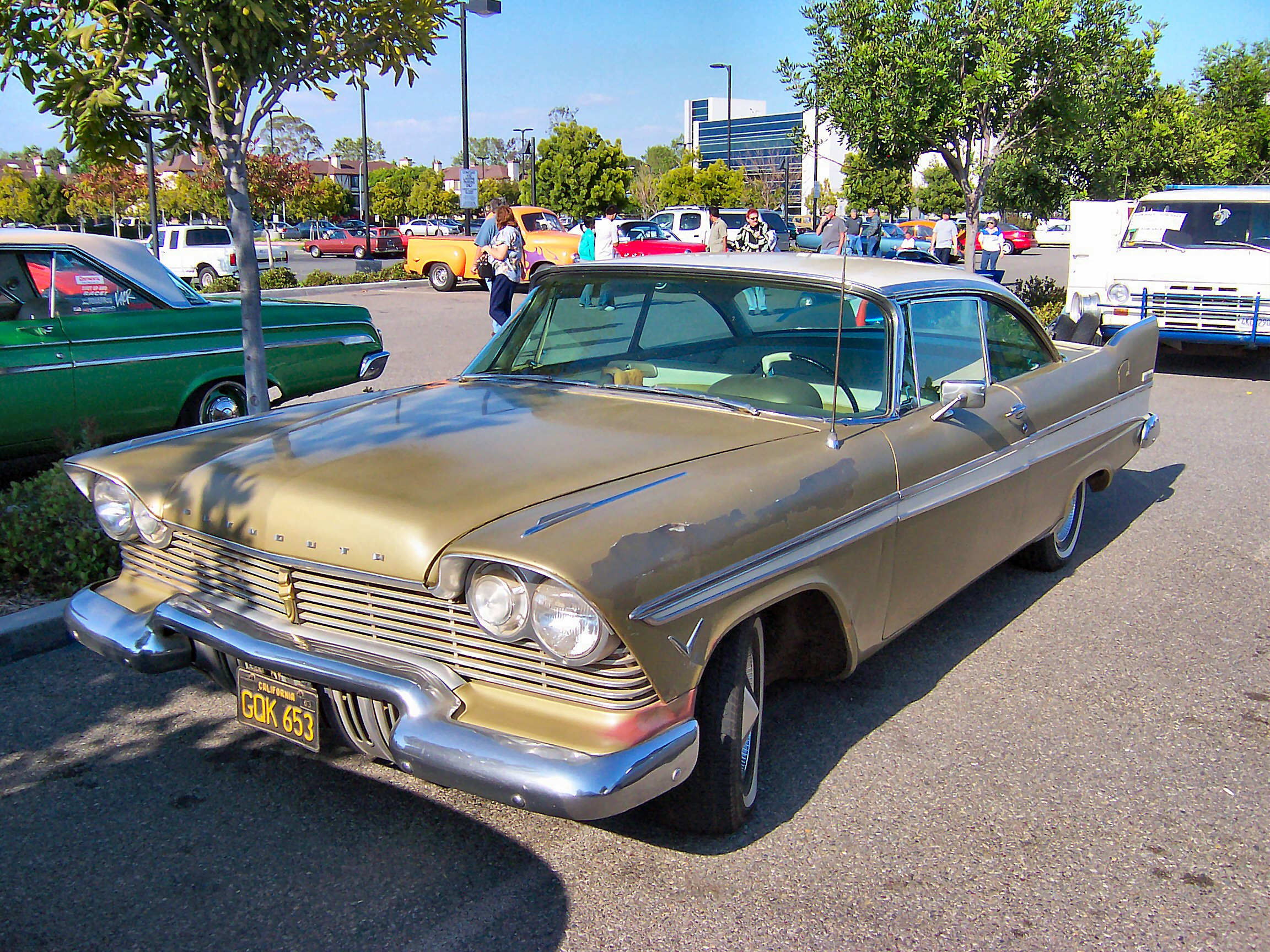
Plymouth Belvedere (1957)
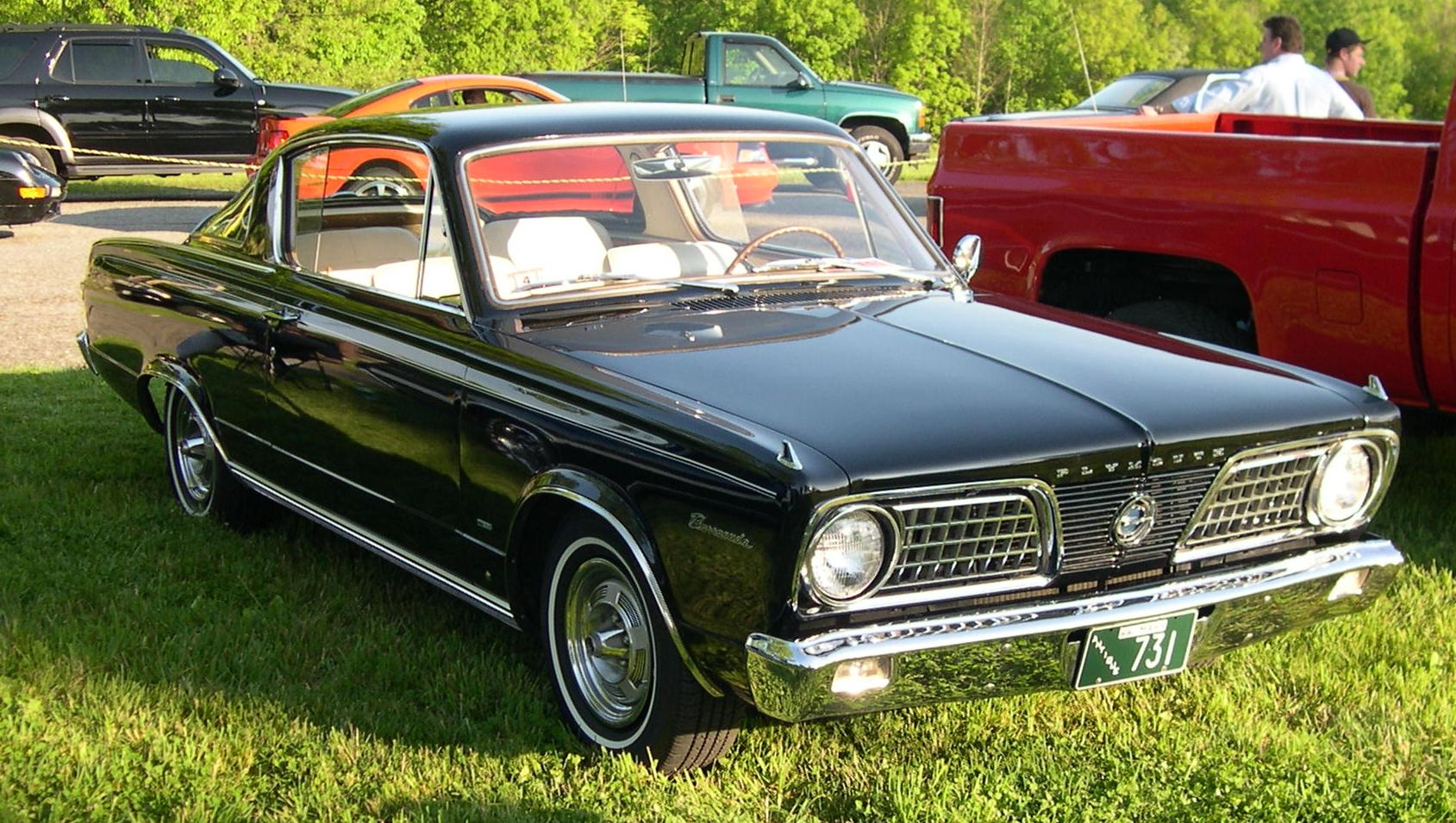
Plymouth Barracuda (1966)
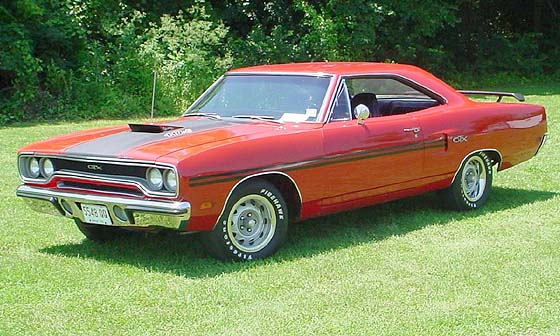
Plymouth GTX (1970)
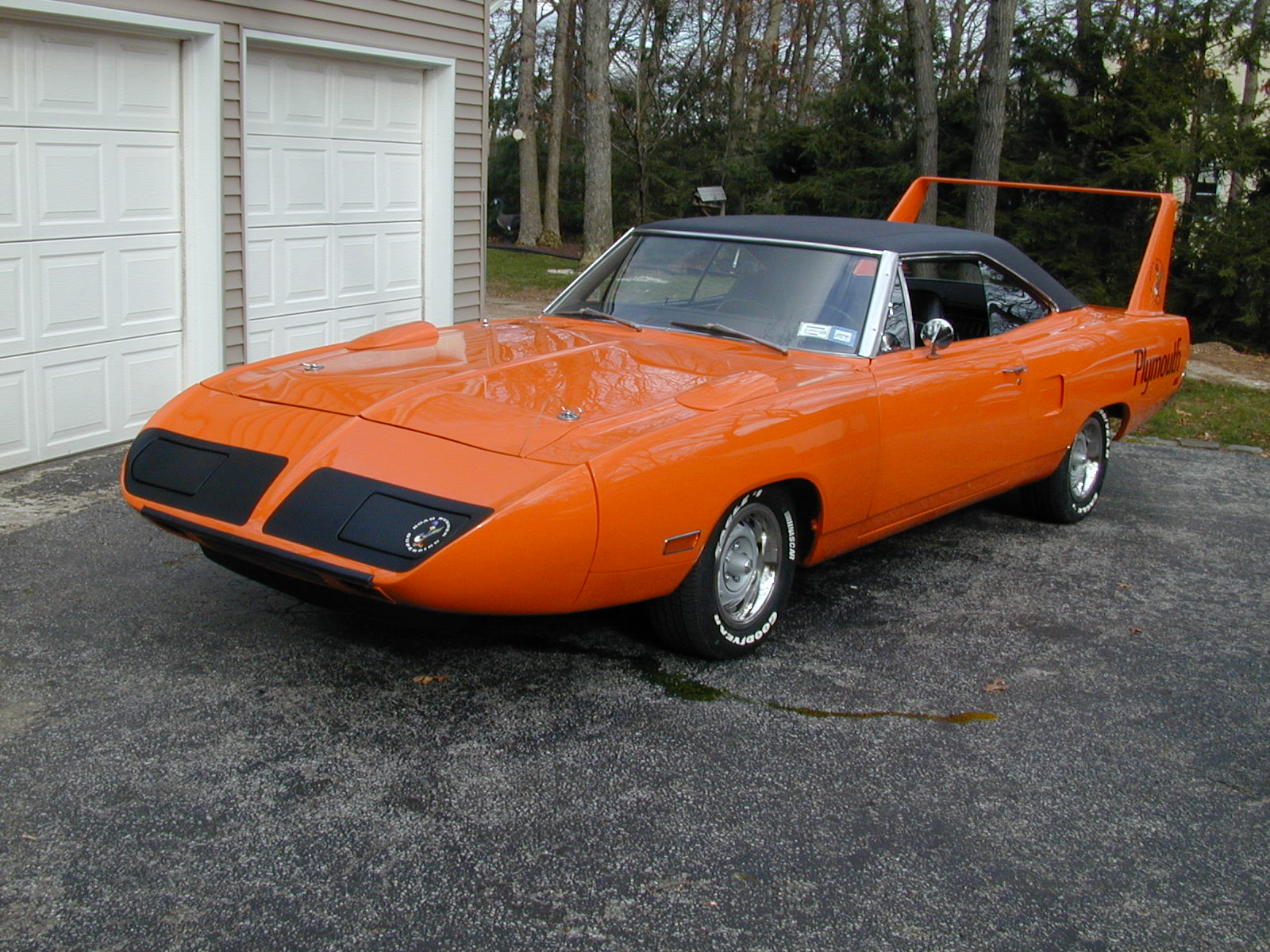
Plymouth Superbird (1970)
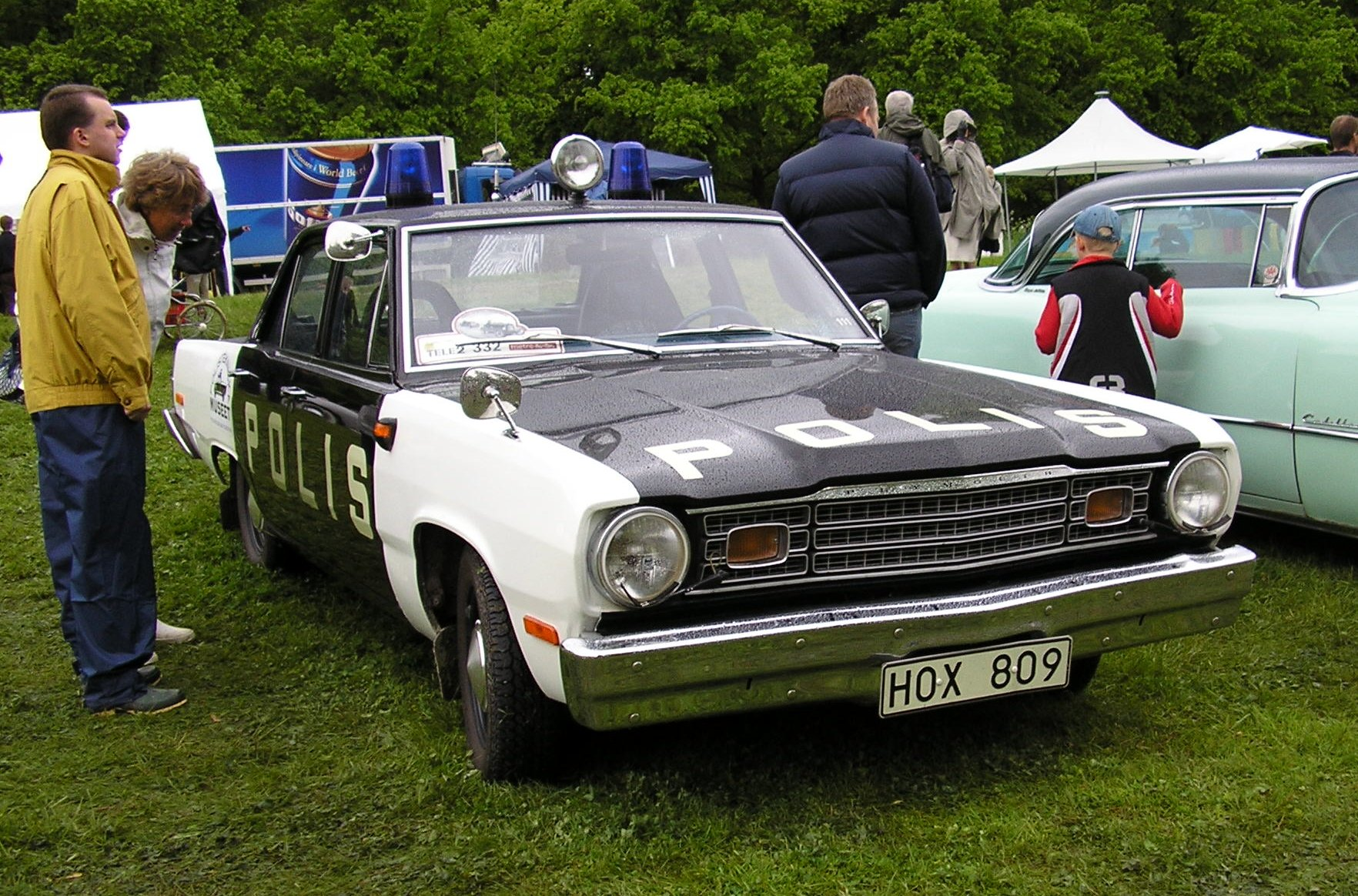
Plymouth Valiant, schwedisches Polizeiauto (1974)
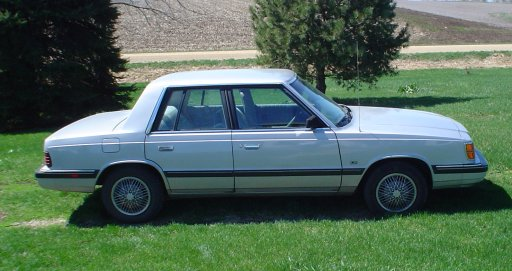
Plymouth Reliant (1980–1989)
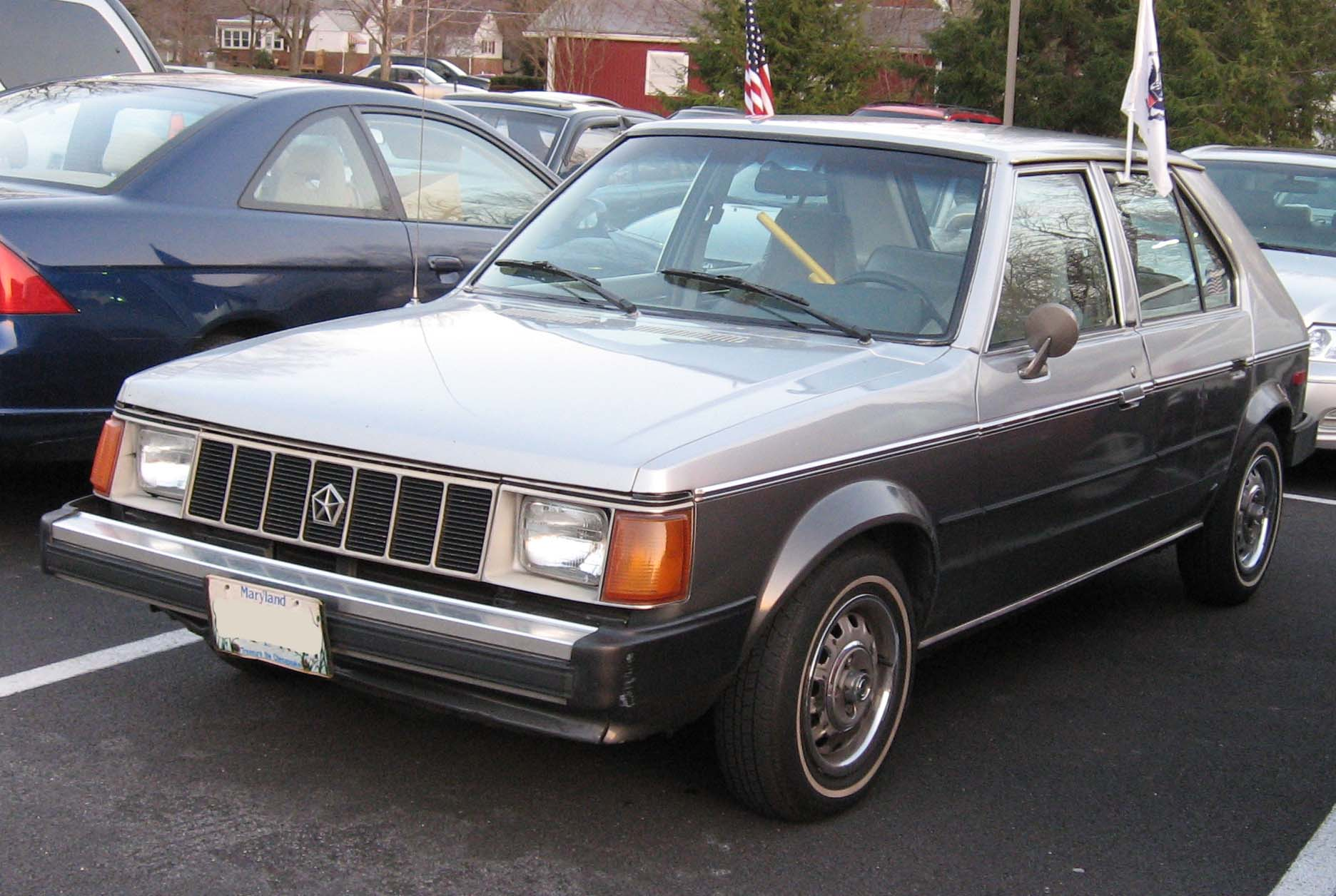
Plymouth Horizon (1978–1990)
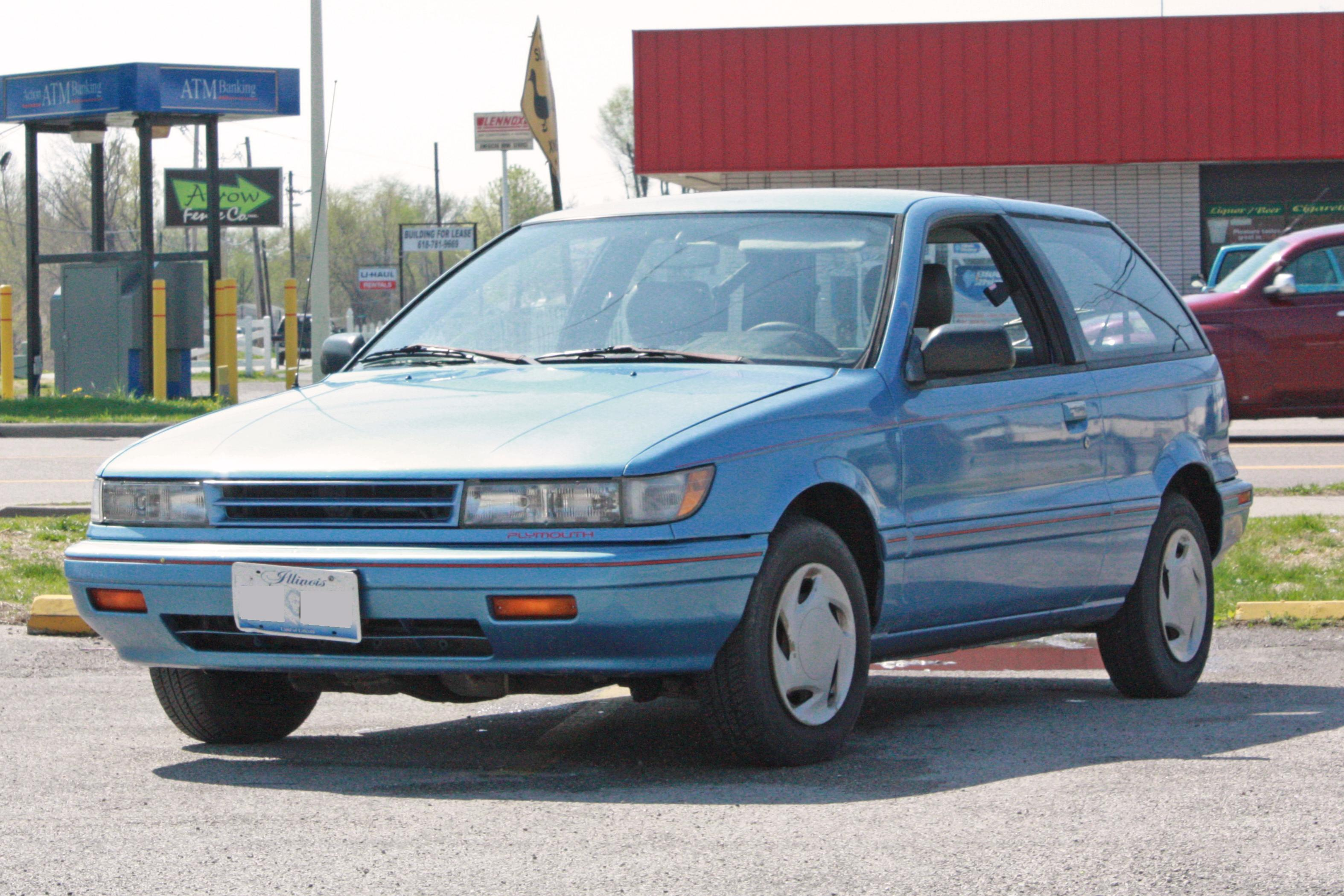
Plymouth Colt (1989–1994)
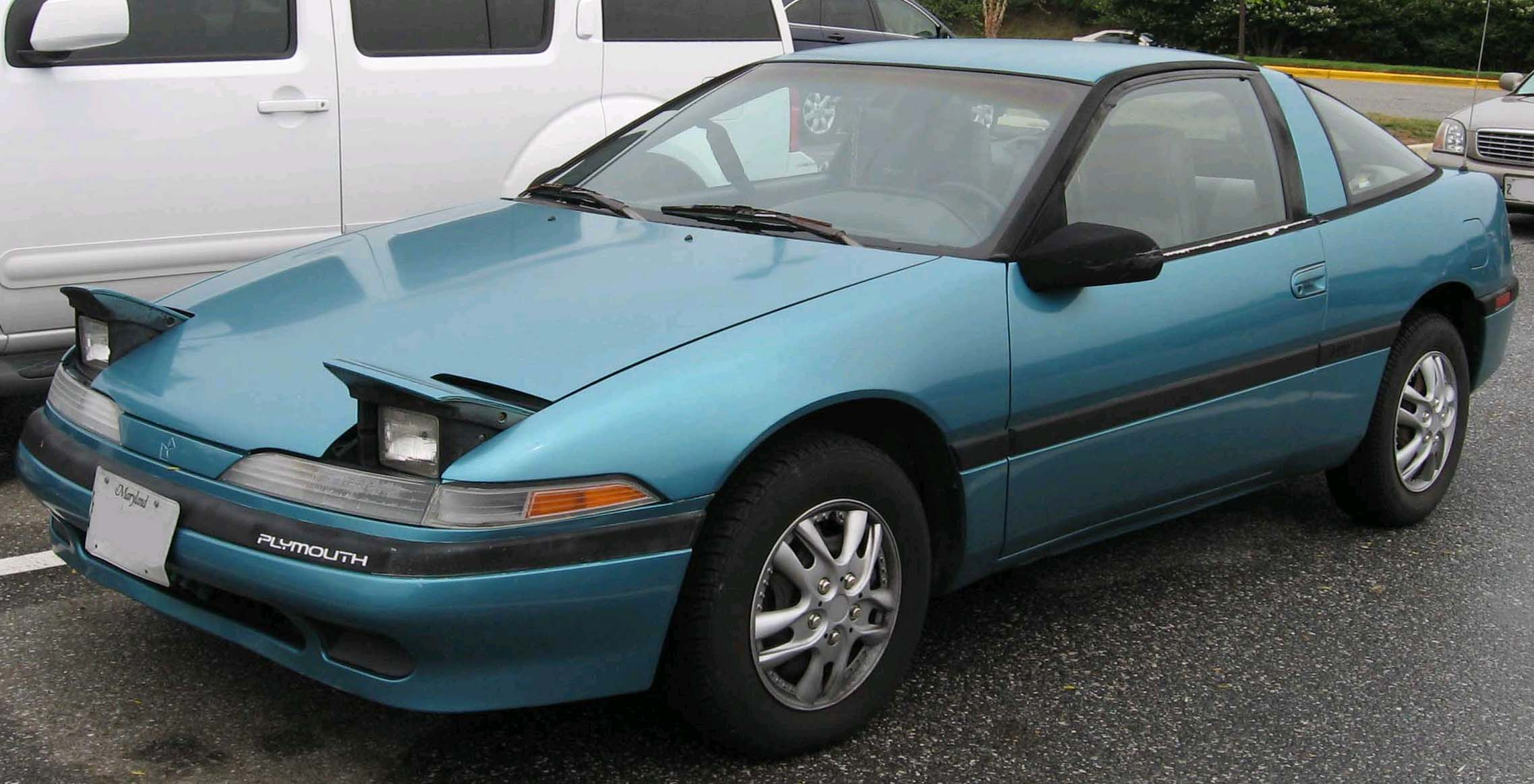
Plymouth Laser (1990–1994)
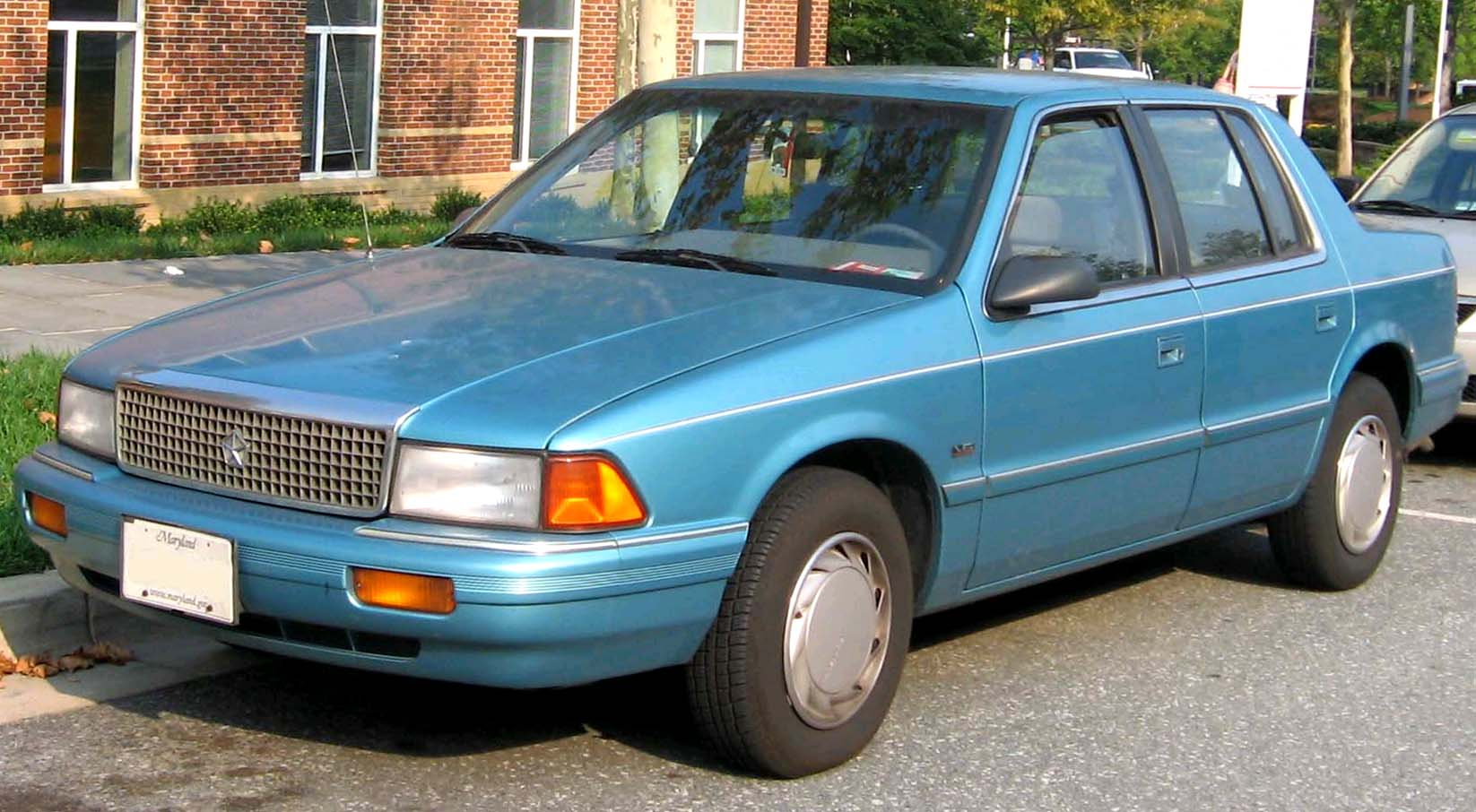
Plymouth Acclaim (1988–1995)
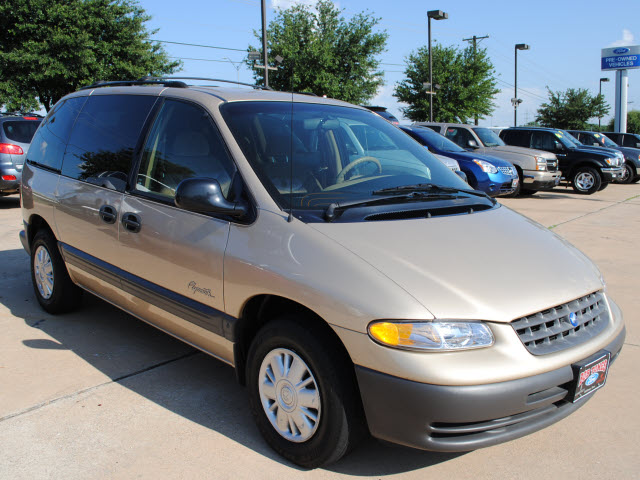
Plymouth Voyager (1995–2000)
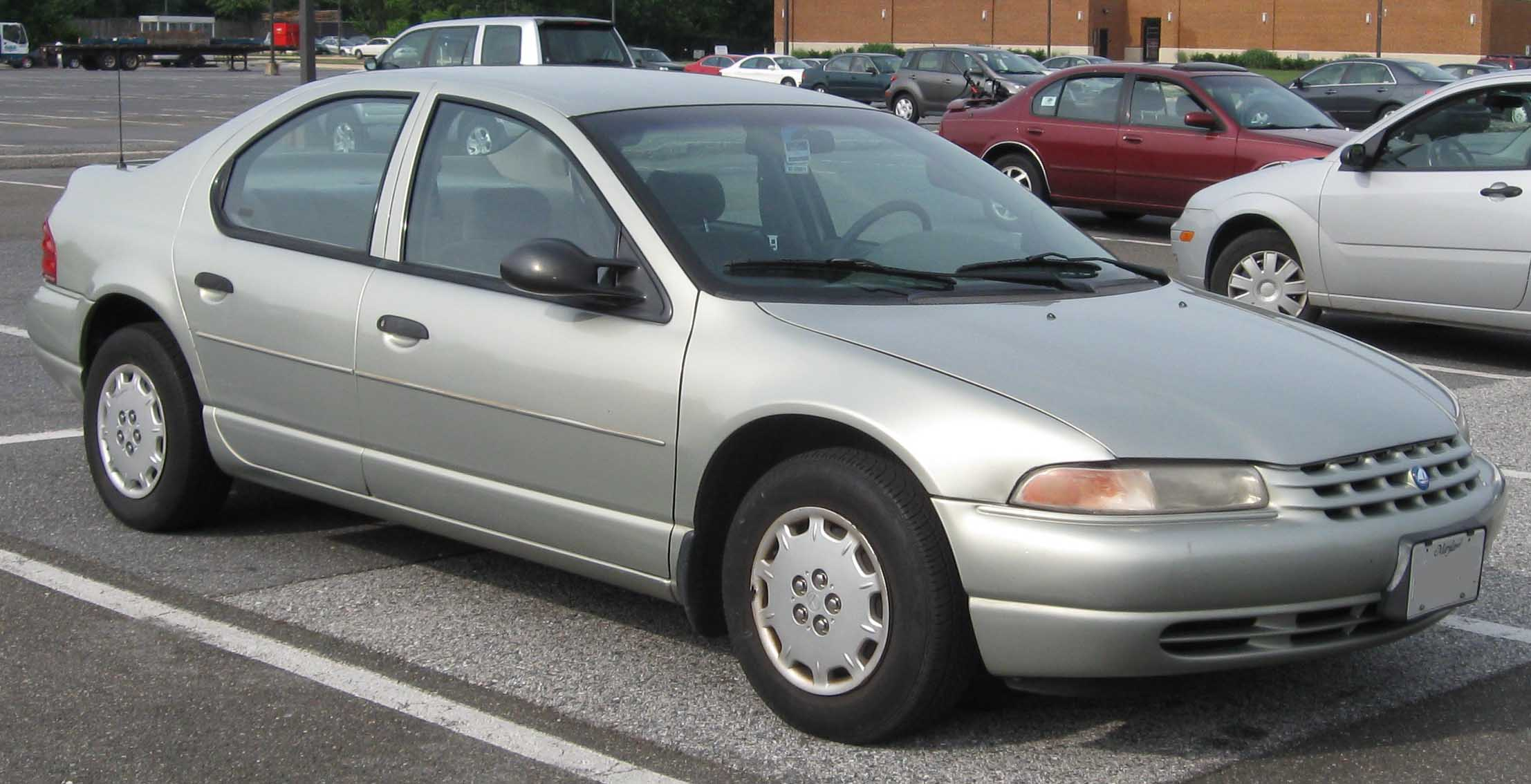
Plymouth Breeze (1996–2000)
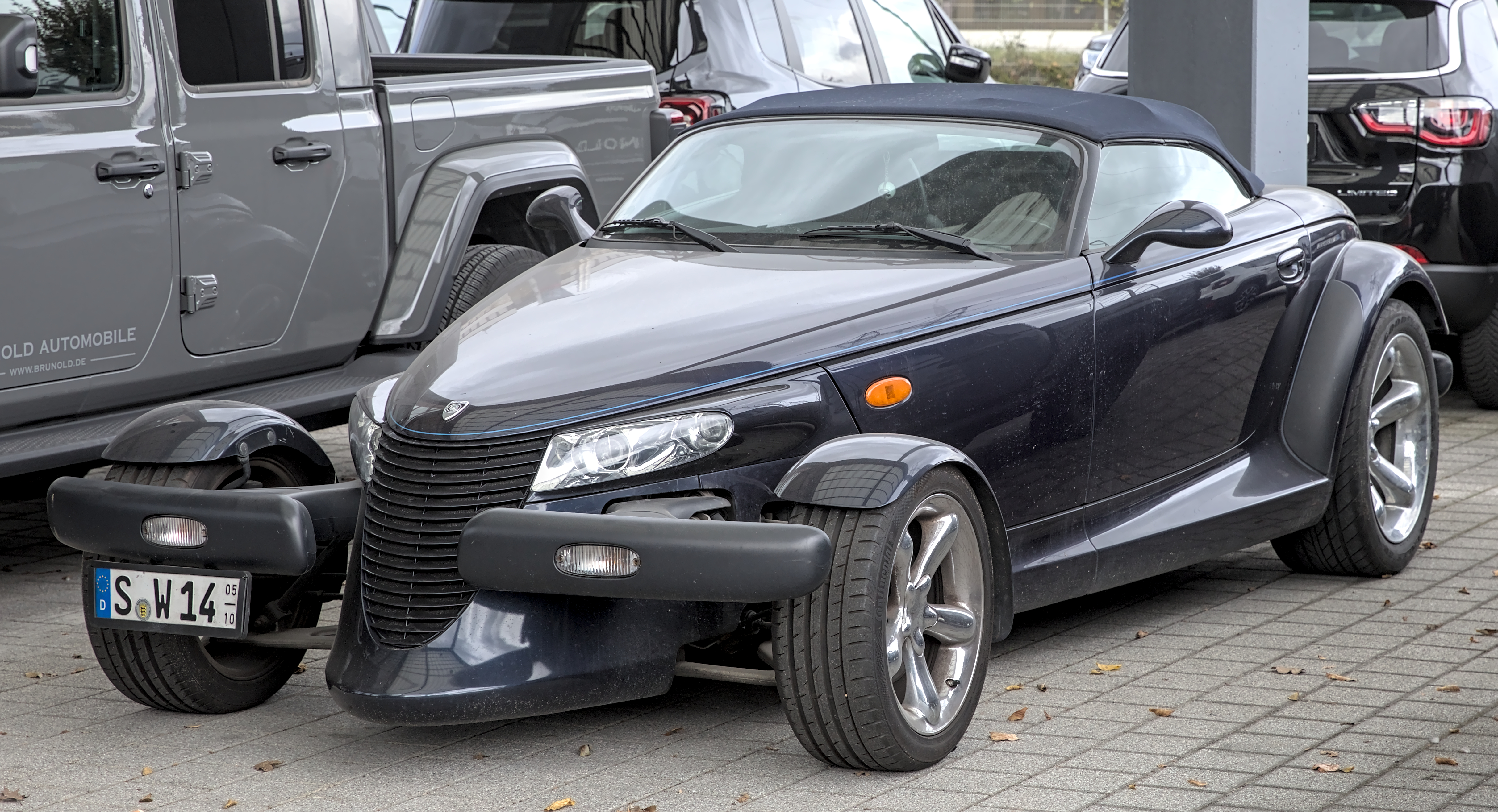
Plymouth Prowler (1997–2001)